# Personaggi di Cowboy Bebop
Questa voce contiene un elenco dei personaggi presenti nella serie televisiva anime Cowboy Bebop e nelle sue opere derivate.

## Ciurma del Bebop

Il Bebop, l'astronave dei protagonisti

Il Bebop (ビバップ?, Bibappu) è la nave spaziale di fabbricazione ganimedea, originariamente adibita a peschereccio, su cui viaggia il quintetto di cacciatori di taglie protagonista della serie. L'astronave misura 146 metri di lunghezza, 69.2 di larghezza e 45.6 di altezza per un peso complessivo di 1567 tonnellate ed è capitanata e posseduta da Jet Black; cui deve, oltre alle continue manutenzioni ed il riassettamento per sostenere viaggi sia oceanici che iperspaziali, anche il nome che la caratterizza e va a creare un gioco di parole con il titolo e la colonna sonora della serie.
Nonostante venga definito in numerose occasioni "bagnarola" o "rottame", il Bebop è attivo nel sistema solare da circa sette anni prima dell'inizio della serie e durante le vicende narrate affronta senza troppi problemi molteplici viaggi tra Marte, Ganimede, la cintura degli asteroidi, Venere e la Terra. Il suo codice identificativo è NCC-1701, lo stesso dell'Enterprise in Star Trek.

### Spike Spiegel
Spike Spiegel (スパイク・スピーゲル?, Supigeru Supaiku) è un membro dell'equipaggio del Bebop, e così come i suoi compagni è un cacciatore di taglie. Ha 27 anni ed un passato da criminale nel Red Dragon Crime Syndicate, che ha in seguito lasciato inscenando la propria morte.
In originale è doppiato da Kōichi Yamadera, mentre in italiano da Massimo De Ambrosis.

### Jet Black
Jet Black (ジェット・ブラック?, Burakku Jetto) è un membro dell'equipaggio del Bebop, e così come i suoi compagni è un cacciatore di taglie. Ha 36 anni ed in passato fu un investigatore dell'Intra Solar System Police (ISSP), soprannominato "Black Dog".
In originale è doppiato da Unshou Ishizuka, mentre in italiano da Nino Prester.

### Faye Valentine
Faye Valentine (フェイ・ヴァレンタイン?, Varentain Fei) è un membro dell'equipaggio del Bebop, e così come i suoi compagni è una cacciatrice di taglie. Nonostante dall'aspetto non le si darebbero più di 23 anni, Faye ne ha effettivamente 77, avendone passati circa 54 in animazione sospesa.
In originale è doppiata da Megumi Hayashibara, mentre in italiano da Barbara De Bortoli.

### Ed
Ed (エド?, Edo) è un membro dell'equipaggio del Bebop, ed è l'hacker della squadra di cacciatori di taglie. Ha 13 anni, ed il lungo ed esotico nome di cui si serve, Edward Wong Hau Pepelu Tivrusky IV (エドワード・ウォン・ハウ・ペペル・チブルスキー4世?, Wong Hau Peperu Chibrusuki Yon-se Edowado) è una sua mera invenzione, mentre quello reale è Françoise Appledelhi (フランソワーズ・アップルデリー?, Furansowāzu Appuruderī).
In originale è doppiata da Aoi Tada, mentre in italiano da Gemma Donati.

### Ein
Ein (アイン?, Ain) è un cane di razza welsh corgi pembroke geneticamente alterato ed utilizzato come cavia da laboratorio per degli esperimenti non specificati volti allo sviluppo delle capacità neurali. Definito dai suoi sviluppatori un "cane-dati", Ein è dotato di un'intelligenza pari, se non superiore, a quella di un essere umano, cosa che lo rende unico nel suo genere.
Le sue abilità neurali sono mostrate in modo molto sottile durante la serie; viene infatti mostrato mentre: risponde al telefono, "guida" un'auto, usa un computer, gioca a shōgi e, addirittura, salva la situazione nella "Session 23: Brain Scratch". Dimostra inoltre la capacità di parlare ad altri animali e, forse, anche con Ed, la quale sembra essere l'unica in tutto l'equipaggio a notare le eccezionali qualità dell'animale.
Utilizzato nella serie per lo più in scenette comiche volte a smorzare la tensione di alcune vicende, Ein si unisce alla ciurma di cacciatori di taglie dopo che Spike e Jet arrestano un ricercato che lo aveva rubato dai laboratori in cui era tenuto; ignari del valore dell'animale i due decidono di adottarlo, sebbene il primo lo tratti più come una sorta di "cibo d'emergenza" in maniera analoga a Faye. Ein viaggia assieme al quartetto fino al momento in cui Ed, nella "Session 24: Hard Luck Woman", decide di andarsene e il cane, affezionatolesi, la accompagna.
In originale è doppiato da Kōichi Yamadera.

## Red Dragon Crime Syndicate
Il Red Dragon Crime Syndicate (レッド・ドラゴン・事犯・シンジケート?, Led Dragon Crime Sindicate) è la principale organizzazione criminale operante nel sistema solare, cui un tempo era legato anche Spike. Formatosi apparentemente da una triade est-asiatica, il Red Dragon è guidato da un trio di misteriosi uomini anziani vestiti con tuniche della dinastia Qing, denominati "Van"; i quali fanno rispettare ai membri un rigido codice comportamentale fondato sull'onore molto simile al bushidō. Le principali attività dell'organizzazione sono l'omicidio su commissione ed il traffico della droga "Red Eye".
All'inizio della serie l'uomo che tira i fili dell'organizzazione, pur stando sotto i Van, è Mao Yenrai; l'uomo che ha addestrato e preso sotto la sua ala sia Spike che Vicious, quest'ultimo tuttavia lo uccide nella "Session 5: Ballad of Fallen Angels" con la scusa che avesse "perso gli artigli" e, successivamente, nella sua scalata al potere uccide anche i Van ed assume il controllo del cartello criminale per poi lanciare i sicari suoi subalterni all'inseguimento di tutti gli ex-membri.

### Mao Yenrai
Mao Yenrai (円ライ・真央?, Yenrai Mao) è l'uomo a capo del Red Dragon all'inizio della serie, secondo per importanza soltanto ai Van. In passato prese sotto la sua ala sia Spike che Vicious addestrandoli e facendo loro da insegnante. Apparentemente è una delle poche persone a conoscenza del fatto che Spike abbia solamente inscenato la sua morte, sebbene tenga tale segreto per sé.
Anni dopo, nella "Session 5: Ballad of Fallen Angels", si appresta a ricevere il capo di un'altra organizzazione criminale per stringere un accordo di pace; tuttavia questi viene assassinato da Vicious tramite un ordigno sulla sua astronave e Mao, catturato dall'ex-discepolo tenta invano di ammonirlo che i tempi sono cambiati e l'equilibrio fra le mafie si basa ora sugli accordi di pace e rispetto reciproco; per tutta risposta, Vicious gli fa tagliare la gola, considerato ormai troppo debole per gestire gli affari interni. Prima di morire Mao ammette che avrebbe desiderato il ritorno di Spike, considerandolo l'unico capace di fermare Vicious.
In originale è doppiato da Kazuaki Ito, mentre in italiano da Vittorio Stagni.

### Vicious
Vicious (ビシャス?, Bishasu) è il principale antagonista della serie, e un membro del Red Dragon. È dipinto come un uomo freddo, spietato, sanguinario, ambizioso, crudele e assetato di potere: all'interno del Red Dragon è temuto dagli stessi capi anziani, i Van, proprio a causa del suo arrivismo, e sarebbe disposto a tutto pur di ottenere ciò che desidera, non ponendosi il minimo scrupolo morale nel compiere le azioni più efferate pur di raggiungere i suoi traguardi e una posizione di maggior potere. Vicious non nutre il minimo rispetto per le tradizioni o per gli antenati, e a riprova di ciò considera il "Codice Van", l'antica dottrina dell'onore del Red Dragon, un'accozzaglia di principi infondati, principi a cui è solito trasgredire, e verso i quali intraprende una crociata al fine di distruggerli. Non nutre inoltre il minimo rispetto né per i Van, che considera vecchi cadaveri incompetenti persi nel loro passato, né per i sottoposti, né per la vita umana o per qualsiasi altro personaggio. A causa del suo carattere viscido e ambiguo spesso gli anziani dell'organizzazione lo definiscono come "il serpente velenoso" o, più semplicemente, "il serpente". Ha 27 anni. Porta sempre con sé la sua katana, ma invece che legarla sul dorso o alla cintura preferisce tenerla in mano.
All'interno del Red Dragon Vicius e Spike Spiegel si fanno strada e diventano possibili candidati quali successori di Mao Yenrai nel ruolo di leader dell'organizzazione, ma mentre Vicious è ambizioso, egoista e spietato, disposto a tutto pur di ottenere un ruolo di comando, Spike non nutre nessun interesse verso questa opportunità. Questa divergenza di opinioni fa nascere nei due un grande odio reciproco e una decisa rivalità. Entrambi hanno inoltre dei legami con Julia, un membro dell'organizzazione. Vicious, venuto a conoscenza dei sentimenti che legano Spike e Julia, propone alla donna di restituirle la sua libertà in cambio della vita di Spike. La ragazza si rifiuta di obbedire e decide di sfuggirgli, mentre Spike inscena la sua finta morte. Dopo aver passato tre anni nell'ombra, riuscendo a raccogliere un ampio numero di discepoli tra le file del Red Dragon, Vicious mette in atto un colpo di mano, uccidendo i Van e prendendo il potere. Nel finale affronta Spike, che lo ferisce mortalmente con un colpo di pistola in pieno petto.
In originale è doppiato da Norio Wakamoto, mentre in italiano da Roberto Chevalier (anime) e Maurizio Merluzzo (live action).

### Julia
Julia (ジュリア?, Juria) è la misteriosa e bellissima donna di cui Spike è alla continua ricerca, e che in passato fu legata sia a lui che a Vicious.
Del suo passato non si sa quasi nulla salvo che tre anni prima dell'inizio della serie era un membro del Red Dragon in qualche modo sottomessa all'ambiguo Vicious ed obbligata a obbedirgli, anche se alcuni elementi rivelano abbia avuto con lui anche legami di natura sessuale. Tuttavia Vicious stesso la definisce una donna pericolosa da cui bisogna guardarsi le spalle. In un flash back la voce di Julia definisce tutte le donne (indicando probabilmente anche se stessa) bugiarde. Presumibilmente è stato lo stesso Vicious a spingere la donna tra le braccia di Spike di modo da tenerlo d'occhio, senza immaginare però che tra i due potesse nascere un amore autentico; venutone a conoscenza, ha poi proposto a Julia di restituirle la libertà in cambio della vita di Spike che, contemporaneamente, ha inscenato la sua morte, proponendole di lasciare l'organizzazione e fuggire con lui per iniziare una nuova vita: l'appuntamento è fissato in un cimitero durante un giorno di pioggia. Julia, però, non avendo la forza di uccidere l'uomo amato come ordinatole da Vicious, fugge da sola e non si presenta all'appuntamento. Spike, dopo averla attesa invano sotto la pioggia per ore, decide in ultimo di andarsene e di porre così dolorosamente fine al loro rapporto. Nel frattempo Julia inizia una vita da latitante passando da pianeta in pianeta per sfuggire al Red Dragon; di tale pellegrinaggio si conosce un'unica tappa: Callisto, il pianeta dei fuggiaschi, che visita pochi mesi dopo la finta morte di Spike e su cui incontra Gren, ex-commilitone di Vicious.
Sebbene in fuga, Julia mantiene una vasta rete di informatori che le comunica tutto ciò che accade all'interno del Red Dragon. Grazie a ciò, quando il colpo di Stato di Vicious viene scoperto e gli anziani inviano i loro sicari contro tutti gli ex-membri dell'organizzazione, viene avvertita in tempo e, durante la sua fuga, si imbatte casualmente in Faye Valentine, allontanatasi dal Bebop per riprendersi dallo shock derivatole dal recupero della memoria: compreso che la sua salvatrice ha a che fare con Spike, Julia, prima di congedarsi, le comunica un messaggio da riferire all'uomo, ovvero che lo aspetta al posto stabilito anni prima: il cimitero. Una volta ricevuto il messaggio, Spike si reca al luogo dell'appuntamento, si ricongiunge con Julia e chiarisce quanto avvenuto tre anni prima. Tuttavia, Spike non sembra più provare quel legame profondo che li teneva uniti in passato. Raggiunti poco dopo dai sicari del Red Dragon, ora sotto il comando di Vicious, i due vengono inseguiti fin sopra i tetti della città e, sebbene Spike riesca a uccidere tutti gli inseguitori, un singolo proiettile vagante finisce per ferire mortalmente la donna, che muore tra le sue braccia.
In originale è doppiata da Gara Takashima, mentre in italiano da Eleonora De Angelis.

### Lin
Lin (リン?, Rin) è un fedele membro del Red Dragon che lavorava al servizio di Spike ai tempi in cui questi faceva parte dell'organizzazione e, successivamente, è passato sotto gli ordini di Vicious. Compare nella "Session 12/13: Jupiter Jazz"; dove i Van gli assegnano l'incarico di scortare Vicious su Callisto a gestire l'operazione d'acquisto di una partita di droga "Red Eye", cui l'uomo assegna il nome in codice "Julia" al fine di attirare Spike.
Al momento dello scontro tra il suo ex-superiore ed il suo attuale capo, Lin, non smentendo i suoi princìpi, si sacrifica per consentire la fuga a Vicious e muore tra le braccia di Spike dopo essere stato colpito in pieno petto dalla sua Jericho 941.
In originale è doppiato da Hikaru Midorikawa, mentre in italiano da Francesco Bulckaen.

### Shin
Shin (シン?, Shin) è il fratello gemello di Lin, a sua volta membro del Red Dragon. Dapprima fedele al codice interno dell'organizzazione, la morte del fratello e la progressiva presa di potere di Vicious lo portano a rivalutare le sue idee.
Nel finale della serie informa Spike e Jet dell'ordine d'esecuzione impartito dai Van nei confronti degli ex-membri; successivamente, durante l'assalto di Spike alla sede del Red Dragon si schiera dalla parte del cacciatore di taglie e, in maniera contropartistica a quanto fatto dal fratello, muore durante la sparatoria che ne consegue per permettergli di raggiungere e uccidere Vicious.
In originale è doppiato da Nobuyuki Hiyama, mentre in italiano da Francesco Bulckaen.

## Personaggi ricorrenti

### Punch e Judy
Punch (パンチ?, Panchi) e Judy (ジュディ?, Judi) sono i presentatori dello show televisivo per cacciatori di taglie Big Shot, che quotidianamente tiene informati i "cowboy" sparsi per il sistema solare riguardo ai ricercati e alle ricompense poste sulle loro teste. Il programma è tuttavia spesso inaffidabile e confuso, motivo per il quale la ciurma del Bebop lo segue di frequente ma con scarsa attenzione, reperendo le informazioni importanti dalle loro reti esterne di informatori o grazie a Ed.
I due presentatori vestono e si comportano nel vecchio stile cowboy: Punch indossa completi messicani e parla con un fittizio accento centro-occidentale utilizzando parole casuali del vecchio west; mentre Judy si comporta come lo stereotipo della bionda svampita ed indossa un coprispalle bolero sbottonato senza niente sotto.
Nella "Session 23: Brain Scratch", Big Shot viene cancellato e, sul finire dell'episodio, Punch comunica tale notizia con un annuncio in diretta scioccando la stessa Judy, apparentemente non informata della cosa, che inveisce contro la rete rivelando che il suo accento era fasullo ed il suo tono reale è molto più roco. Dopo tale evento, nella "Session 25: The Real Folk Blues (part 1)", viene rivelato il destino dei due: Punch, il cui vero nome si scopre essere Alfredo (アルフレッド?, Arufureddo), si reca infatti allo spazioporto a prendere sua madre per trasferirsi su Marte e prendersene cura e, nel momento in cui la donna gli chiede che ne sia di "quella ragazza bionda" risponde che sta per sposarsi con il suo agente.
Il nome del duo è ispirato all'omonimo spettacolino inglese di marionette.
In originale sono doppiati da Tsutomu Taruki (Punch) e Miki Nagasawa (Judy), mentre in italiano da Gaetano Varcasia e Rossella Acerbo.

### I tre anziani
Antonio (アントニオ?, Antonio), Carlos (カルロス?, Karurosu) e Jobim (ジョビン?, Jobin) sono tre rudi, anziani, rozzi ed indisponenti cacciatori di taglie in pensione che appaiono frequentemente nella serie, generalmente intenti a giocare a carte, bere o parlare di cose fatte quando erano giovani, tra cui vengono menzionati: costruire i gates, cacciare taglie, coltivare, pilotare aerei in guerra, affondare la Bismarck e lavorare in miniera. Tutti racconti seguiti quasi sempre dalle dichiarazioni dei restanti due d'avervi preso parte a loro volta.
Nonostante la loro presenza costante interagiscono solamente con personaggi secondari e difficilmente i protagonisti prestano attenzione a loro o dimostrano di riconoscerli. In Cowboy Bebop - Il film aiutano Jet e Faye a diffondere il vaccino alle nanomacchine letali diffuse da Vincent Volaju su tutta Alba City tramite alcuni biplani della Seconda Guerra Mondiale.
Nella "Session 23: Brain Scratch", si può notare il cadavere di uno dei tre, Antonio, immerso nelle macerie assieme a quello di numerosi altri cacciatori di taglie; nell'episodio precedente difatti, lo si era visto passeggiare da solo nei pressi di una fontana.
In originale sono doppiati da Hitoshi Hirao (Antonio), Toshihiko Nakajima (Carlos) e Hiroshi Naka (Jobim).

### Toro che ride
Toro che ride o Laughing Bull (ラフィング・ブル?, Rafingu Buru) è una sorta di sciamano nativo americano residente su Marte che appare in svariati episodi della serie in quanto uno dei principali informatori di Spike, il quale nutre una cieca fiducia nelle sue capacita divinatorie; non a caso Toro che ride prevede il futuro del cacciatore di taglie già dal primo episodio.
Il personaggio veste con i tipici abiti da nativo americano e risiede in una tenda, apparentemente da solo, sebbene nella "Session 13: Jupiter Jazz Part II" sia visto in compagnia di un bambino e nel film di un ragazzo; le cui identità non vengono tuttavia meglio precisate. Generalmente apre e chiude gli episodi significativi tramite alcuni brevi monologhi criptici.
In originale è doppiato da Takehiro Koyama, mentre in italiano da Mario Milita.

### Bob
Bob (ボブ?, Bobu) è un agente dell'Intra Solar System Police (ISSP) di stanza a Ganimede contraddistinto dai folti mustacchi e dall'avere più volte lavorato al fianco di Jet quando anch'egli militava nelle forze dell'ordine interplanetarie.
Egli mantiene un intenso rapporto di amicizia con l'ex-collega, il quale gli si rivolge di frequente per ottenere informazioni. Più di Big Shot è spesso la fonte, talora riluttante, delle migliori informazioni reperite dalla ciurma del Bebop.
Verso la fine della serie riferisce a Jet che il Red Dragon ha iniziato a eliminare gli ex-membri dell'organizzazione, avvertendo che anche Spike rientra nella loro lista e consigliando all'amico di abbandonare subito Marte in quanto la polizia, che è sotto il comando del Red Dragon, non può intervenire.
In originale è doppiato da Yutaka Nakano, mentre in italiano da Dario Penne.

### Ani
Anastasia, detta Ani (アニー?, Anī) è una misteriosa ed intraprendente donna che gestisce un emporio su Marte e pare aver avuto a che fare con il Red Dragon Crime Syndicate. Ha conosciuto Mao Yenrai, Julia e Spike, che tiene informato sugli sviluppi interni all'organizzazione.
Del suo passato non si sa nulla con certezza ma, nella "Session 5: Ballad of Fallen Angels", quando Spike si reca al suo negozio a cercare informazioni sull'omicidio di Mao per mano di Vicious e la chiama col suo nome per intero, essa gli ricorda che solo due persone possono chiamarla in tal modo, e, mentre parlano, viene mostrata una fotografia che inquadra la donna in compagnia di due uomini (è sottinteso si riferisca proprio a loro due): uno di essi è Mao Yenrai, l'altro è un uomo molto simile a Spike, che si presume essere suo padre.
Nel finale della serie, dopo che Vicious dà l'ordine di eliminare tutti gli ex-membri del Red Dragon, anche Ani viene assassinata come punizione per aver a lungo coperto Spike e Julia; i due la ritrovano seduta nel suo negozio ormai morente.
In originale è doppiata da Miyuki Ichijō, mentre in italiano da Stefanella Marrama.

## Personaggi secondari

### VT
Victoria Terpsichore (テルプシコレ・ビクトリア?, Terupushikore Bikutoria), nota come "VT", è un'irruente e determinata trasportatrice spaziale considerata una delle migliori nel campo. Contraddistinta dalla grande passione per l'Heavy metal e dalla perenne compagnia dal suo gatto, Zeros (ゼロ?, Zero); VT deve la sua fama anche al mistero attorno cui è avvolto il suo nome: nessuno infatti, eccezion fatta per il suo defunto marito, sa per cosa stiano le due iniziali con cui è solita presentarsi. Tale segreto ha dato vita ad un gioco tra i trasportatori spaziali: negli anni in molti hanno tentano di indovinarlo scommettendo denaro contro di lei ma, l'unico risultato è stato il costante accumulo da parte della donna di un notevole gruzzolo grazie ai numerosi fallimenti.
Nella "Session 7: Heavy Metal Queen", conosce Spike in una rissa da bar e inizialmente stringe amicizia con lui, per poi trattarlo con disprezzo dopo aver scoperto la sua professione di cacciatore di taglie. Nel momento in cui il bersaglio della ciurma del Bebop provoca un incidente che coinvolge un collega di VT, essa, non smentendo la sua capacità d'adattamento alle varie situazioni, accantona l'astio nutrito verso i "cowboy" dello spazio e si allea con il gruppo al fine di catturarlo. Durante la fruttuosa operazione Spike riconosce in lei la vedova del leggendario cacciatore di taglie Ural Terpsichore (テルプシコレ・ウラル?, Terupushikore Uraru) deceduto durante un lavoro; fatto che ha probabilmente provocato l'attrito della donna nei confronti di chi svolge tale attività. Tale intuizione rende di fatto Spike la sola persona a conoscere il nome di VT.
In originale è doppiata da Tomie Kataoka, mentre in italiano da Stefania Romagnoli.

### Rocco Bonnaro
Rocco Bonnaro (ボナーロ・ロコ?, Bonāro Roko) è un ragazzo vivace ed entusiasta residente su Venere coinvolto nella criminalità organizzata al fine di guadagnare i soldi sufficienti a curare la cecità di sua sorella, Stella Bonnaro (ボナーロ・ステラ?, Bonāro Sutera). Compare nella "Sesion 8: Waltz for Venus" dove, dopo aver visto Spike sconfiggere una serie di uomini davanti allo spazioporto, lo supplica di insegnargli il Jeet Kune Do fino a che questi consente per sfinimento. I due fanno rapidamente amicizia e Rocco lo supplica di custodire per lui una pianta denominata "Grey Ash" fino a quella sera; la pianta in questione è in realtà stata rubata dal ragazzo ad un malavitoso locale e vale milioni di ₩ in quanto in grado di curare il "Disagio di Venere", ossia la malattia che causa la cecità di Stella.
Nonostante il cacciatore di taglie venga a conoscenza di tale informazione decide comunque di riconsegnare la pianta a Rocco nel luogo da essi prestabilito per rincontrarsi ma, malauguratamente, all'appuntamento irrompono anche i criminali cui il ragazzo ha rubato la "Grey Ash" i quali, nello scontro che ne segue, vengono sconfitti da Spike e Faye riuscendo tuttavia a ferire mortalmente Rocco che, prima di morire, domanda a Spike se ritiene sarebbero potuti essere amici qualora si fossero incontrati prima. In tutta risposta, Spike consegna in seguito la "Grey Ash" a Stella affinché recuperi la vista come sempre desiderato dal fratello.
In originale è doppiato da Takamasa Nakao, mentre in italiano da Riccardo Rossi.

### Gren
Grencia Mars Elijah Guo Eckener (マルス・エリヤ・郭・エッケナー・グレンシア?, Marusu Eriya Guo Ekkenā Gurenshia), o più semplicemente Gren (グレン?, Guren) è un ex-soldato che, durante la guerra di Titano ha servito nella fanteria al fianco di Vicious, verso cui nutriva una profonda ammirazione e una cieca fiducia. Al termine della guerra il suo sogno di ritornare a casa e diventare un jazzista svanisce nel momento in cui viene arrestato con l'accusa di essere una spia e processato dalla corte marziale su testimonianza proprio di Vicious. Tale tradimento inaspettato e apparentemente immotivato provoca nell'uomo il collasso del sistema nervoso, con la conseguente perdita del sonno e schizofrenia. Il trattamento a base di droghe sperimentali somministratogli in prigione per curarlo, da cui diviene dipendente, ne altera profondamente il sistema ormonale rendendolo, non si sa fino a che punto, ermafrodita.
Fortunosamente fuggito dal carcere, Gren trova lavoro come sassofonista su Callisto in un locale malfamato di nome "The Blue Crow". Qui conosce Julia, che lo mette al corrente della posizione rivestita da Vicious nel Red Dragon Crime Syndicate. Da allora Gren inizia a meditare la sua vendetta e, due anni dopo, nella "Session 12/13: Jupiter Jazz", attira il malavitoso su Callisto con la scusa di un'operazione per l'acquisto di "Red Eye". Contemporaneamente a ciò tuttavia, sul pianeta giungono anche Faye, in fuga dal Bebop per paura dei sentimenti che inizia a nutrire verso i compagni; e Spike, speranzoso di rincontrare Julia.
Al momento dello scontro decisivo a tre con Vicious e Spike, Gren rimane ferito mortalmente senza riuscire a realizzare il suo proposito di vendetta nei confronti dell'ex-commilitone, che riesce a fuggire. Come ultima richiesta chiede a Spike di aiutarlo a salire a bordo del suo hovercraft per poter morire in un ultimo viaggio verso Titano.
In originale è doppiato da Kenyū Horiuchi, mentre in italiano da Vittorio De Angelis.

### Chessmaster Hex
Chessmaster Hex (ヘックス・チェスマスター?, Hekkusu Chesumasutā) è un geniale programmatore informatico vincitore per decenni del CosmoNet Chess Tournament. Appena trentenne prese parte al progetto dei Gate iperspaziali finendo col rivestire un ruolo chiave all'interno delle operazioni di sviluppo del suddetto sistema. Più avanti tuttavia si accorge che la Gate Corporation ha volutamente inserito dei difetti nel programma al fine di garantire ulteriormente le proprie entrate economiche con le manutenzioni e, deluso, sviluppa un programma da rendere effettivo 50 anni nel futuro per permettere ai criminali di dirottare i caselli astrali dei Gate.
Terrorizzati da tale evenienza i dirigenti della Gate Corporation mettono una taglia sulla sua testa rendendolo a tutti gli effetti il criminale più ricercato del sistema solare. Il genio di Hex è tale tuttavia da riuscire a entrare in latitanza e sparire effettivamente nel nulla per decenni finché, nella "Session 14: Bohemian Rhapsody"; Spike, Jet e Faye riescono a localizzarlo all'interno del suo covo grazie alle intercettazioni di Ed. Il quartetto scopre però che l'uomo è ormai affetto da demenza senile, ormai capace solo di giocare a scacchi per via telematica, e, ipotizzando che non costituisca più un pericolo in quanto incapace di ricordarsi del programma che minacciava di lanciare, patteggiano con la Gate Corporation per garantire la sua assoluzione.
In originale è doppiato da Takeshi Watabe, mentre in italiano da Giorgio Lopez.

### Mad Pierrot
Mad Pierrot (マッド・ピエロ?, Maddo Piero) è l'alias dell'uomo precedentemente noto come Tongpu (トンピュ?, Tonpyu) il quale anni prima dell'inizio della serie venne selezionato da un'organizzazione nota solo come "Sezione 13" per divenire un'arma umana geneticamente modificata. Gli esperimenti ebbero di fatto successo, rendendo l'uomo un assassino perfetto dotato di capacità largamente superumane quali: forza e velocità accresciute, volo ed un campo di forza capace di respingere le pallottole; tuttavia ebbero anche numerosi effetti collaterali quali l'arrossamento delle iridi, l'ingrigimento precoce di baffi, barba e capelli, il mutamento del corpo in una forma quasi sferica e un'evidente e violenta schizofrenia con regressione infantile della psiche.
Considerato un esperimento fallimentare, Tongpu venne dunque trasportato in una struttura segreta per essere messo sotto osservazione ma, malauguratamente, durante l'operazione di spostamento riesce a scappare e, negli anni a venire, uccide uno ad uno tutti i responsabili degli esperimenti svolti su di lui. Ciò fa sì che cominci a provare gusto nell'atto di commettere omicidi, cosa che lo porta a diventare un serial killer ottenendo il suo soprannome dalla stampa. Con gli anni adotta anche una sua "divisa": un completo ottocentesco composto da frac, cilindro nero, gorgera bianca, un bastone da passeggio che in realtà è un fucile e un vero e proprio arsenale d'armi di vario tipo nascoste sotto la giacca.
Nella "Session 20: Pierrot le Fou", Spike lo vede mentre uccide un uomo dell'ISSP in un vicolo, fatto che lo porta ad essere designato come vittima successiva dello psicopatico. Sebbene nel primo combattimento l'uomo riesca a sfuggire a Mad Pierrot solo per mera fortuna, nel momento in cui questi lo invita al parco dei divertimenti di "Spaceland" per concludere lo scontro durante una parata di robot giganti, il cacciatore di taglie accetta; anche in questa occasione l'assassino seriale si rivela di gran lunga superiore a Spike, che viene disarmato e ferito gravemente; al momento decisivo tuttavia Mad Pierrot ha un'esitazione poiché nota che la sua vittima designata ha gli occhi di due colori differenti (come il gatto di uno degli scienziati che ha svolto esperimenti su di lui e la cui vista l'ha portato ad associare i gatti al dolore subito durante il trattamento) fatto che fa cadere lo psicopatico nel panico facendogli riaffiorare i ricordi di quando venne sottoposto agli esperimenti, dando il tempo a Spike di tirargli un pugnale che, a differenza dei proiettili, penetra la sua barriera e lo ferisce. La mente dell'uomo a questo punto regredisce fino a uno stadio infantile ed inizia a piangere, cosa che lo porta a dimenticare la sfilata dei robot e venire schiacciato da uno di essi.
In originale è doppiato da Banjō Ginga, mentre in italiano da Massimo Pizzirani.

### Andy
Andy Von De Oniyate (フォン・デ・鬼ヨット・アンディー?, Fon De Oniyotto Andī) è un ricco, incompetente, egocentrico, testardo ed egoista cacciatore di taglie che parla con un improbabile accento americano introducendo ad alternanza nelle sue frasi parole, aggettivi ed esclamazioni in inglese e che utilizza curiosi ed eccentrici gimmick con l'intento di costruirsi un personaggio. Sebbene Spike lo prenda immediatamente in antipatia, tutti gli altri personaggi, soprattutto Faye, trovano che i due si somiglino molto sia per la loro caparbietà che fisicamente.
Andy compare nella "Session 22: Cowboy Funk" vestito come un cowboy del vecchio west, completamente di bianco ed a cavallo di un destriero del medesimo colore, prefiggendosi come obbiettivo di catturare il ricercato cui dà la caccia la ciurma del Bebop. Tale proposito passa poi in secondo piano in favore di una lotta senza quartiere con Spike che, sebbene sia nettamente più abile e competente di Andy, viene fronteggiato facilmente da quest'ultimo grazie alla sua fortuna sfacciata. A fine della giornata tuttavia, l'eccentrico individuo riconosce il talento di Spike ed abbandona il costume da cowboy in favore di uno da samurai.
In originale è doppiato da Masashi Ebara, mentre in italiano da Sandro Acerbo.

### Dr. Londes
Il Dr. Londes (ロンド?, Rondo) è l'enigmatico capo spirituale di una setta religiosa chiamata SCRATCH, i cui adepti ricercano la vita eterna scaricando le proprie funzioni cerebrali nella rete attraverso una sorta di videogioco chiamato "Brain Dream". A causa dell'ampio numero di morti causati dalla sua dottrina, l'uomo è ricercato per istigazione al suicidio.
Londes compare nella "Session 23: Brain Scratch", dove la ciurma del Bebop si mette sulle sue tracce scoprendo che tutte le informazioni sul suo passato, che lo vogliono ex-ricercatore di neurologia divenuto predicatore poiché "toccato dal verbo divino", sono tutte false. Al fine di catturarlo Faye finge di aderire al movimento ma viene scoperta e quasi uccisa non fosse per l'intervento di Spike che, introdottosi nel tempio della SCRATCH, scopre l'apparentemente inafferrabile uomo non esistere nel piano fisico: egli è solamente un personaggio fittizio e tenta di ipnotizzare Spike attraverso un discorso riguardante la televisione ed il potere che esercita sulla gente; il cowboy riesce però a resistergli trovando la forza di rispondergli ma non di sparare più di un paio di colpi agli schermi.
Nel frattempo Jet, aiutato da Ed e Ein scopre che il "Brain Dream" è in grado di paralizzare il nervo simpatico e a rintracciare la fonte del segnale fino a un ospedale. Qui emerge la verità: il capo spirituale della SCRATCH si rivela essere un sogno creato dalla fantasia di un ragazzo, Ronnie Spungen (スパン下の・ロニー?, Supangeno Ronī), ex-hacker entrato in coma profondo a soli 23 anni a causa di un errore medico. I cacciatori di taglie riescono così a scollegarlo dalla rete informatica, senza  però spegnere il mantenimento vitale, motivo per cui Spungen, capito che la sua coscienza informatica sta per essere spenta, lì implora di fermarsi, parlando con la sua vera e giovane voce, confessando di avere paura di morire e di avere commesso quelle stragi per vendetta affinché gli altri si sentissero come lui.
In originale è doppiato da Chikao Ōtsuka, mentre in italiano da Sandro Iovino.

## Personaggi del film

### Vincent Volaju
Vincent Volaju (ボラージュ・ヴィンセント?, Borāju Vinsento) è il principale antagonista del film. È un veterano della guerra di Titano che, assieme ad un gruppo di commilitoni fu sottoposto a degli esperimenti volti all'ottenimento dell'immunità alle nanomacchine letali costruite dall'esercito come arma di distruzione di massa. Di tutto il gruppo, Vincent fu il solo a sopravvivere agli esperimenti ma, come effetto collaterale perse quasi del tutto la memoria ed iniziò a vivere in uno stato simil-allucinatorio mantenendo, come unica ancora col mondo reale l'immagine permanente di miriadi di farfalle luminose creata nel cervello quando le nanomacchine entrano in circolo.
Dato per disperso sul campo di battaglia e consequenzialmente dichiarato morto, Vincent, forte di tale anonimato, inizia a progettare di diffondere le nanomacchine su tutti i pianeti abitati del sistema solare per sterminare la razza umana. Tre anni dopo, alla vigilia della notte di Halloween, assistito da Lee Samson mette in moto il suo progetto su Marte, ad Alba City, tramite una serie di atti terroristici che lo portano all'attenzione dei media mettendo sulla sua testa una taglia di 300.000.000 ₩, la più alta di tutti i tempi; cosa che suscita immediatamente l'interesse della ciurma del Bebop, i quali si mettono sulle sue tracce.
La sera di Halloween, l'uomo mette infine in atto il suo piano diffondendo le nanomacchine in larga scala all'interno di migliaia di carri allegorici a forma di zucche diffusi per le strade della città; mentre osserva dall'alto il procedere della sua opera di devastazione viene tuttavia raggiunto da Spike, con cui ingaggia un violento scontro al termine del quale sembra portarsi in vantaggio; al momento decisivo viene tuttavia ucciso con un colpo di pistola al cuore da Elektra, sua compagna ai tempi della guerra ed unica donna che abbia realmente amato. Prima di morire riesce a riacquistare la memoria ed a ricordarsi dei giorni trascorsi al suo fianco.
Oltre ad essere uno dei pochi personaggi capaci di tener testa a Spike in un combattimento corpo a corpo, Vincent è, a detta dello stesso Shinichiro Watanabe, il personaggio più malvagio della serie e riflette quei momenti in cui si perde il controllo e si desidera distruggere tutto. L'aspetto del personaggio è basato su quello del musicista statunitense Bob Dylan.
In originale è doppiato da Tsutomu Isobe, mentre in italiano da Angelo Nicotra.

### Elektra Ovirowa
Elektra Ovirowa (エレクトラ・オヴィロゥ?, Ovirō Erekutora) è una veterana della guerra di Titano che combatté al fianco di Vincent e se ne innamorò, instaurando con lui una relazione sentimentale durata fino al giorno in cui fu dato per morto. Dopo la guerra rimase nell'esercito fino a raggiungere il grado di tenente e fu messa a capo della sicurezza della Cherious Medical.
Nel momento in cui ad Alba City Vincent riappare compiendo vari attentati volti a diffondere le nanomacchine come un virus, Elektra viene incaricata di catturarlo e, durante un inseguimento terminante nell'esplosione di un ennesimo ordigno, essa sopravvive scoprendo di avere nel sangue il vaccino (trasmessole per via sessuata da Vincent anni prima). A causa di ciò viene fatta arrestare dalle alte sfere dell'esercito, intenzionate a coprire ogni traccia del loro coinvolgimento; tuttavia riesce a fuggire assistita da Spike ed aiuta la ciurma del Bebop a diffondere sui cieli della città il vaccino replicato dal suo sangue. Sopraggiunta all'ultimo istante sul luogo dello scontro finale tra Spike e Vincent, Elektra riesce ad uccidere quest'ultimo con un colpo di pistola al cuore; prima di morire quest'ultimo riesce però a riconoscerla e a ricordarsi dei giorni felici passati al suo fianco.
L'aspetto di Elektra è ispirato all'attrice statunitense Gina Gershon.
In originale è doppiata da Ai Kobayashi, mentre in italiano da Eleonora De Angelis che, curiosamente, nella serie aveva già dato voce a Julia.

### Rashid
Il Dr. Mendelo Al-Hedia (アル ヘーダー・メンデルー?, Aru Hēdā Menderu) è uno scienziato esperto di robotica di origine araba che, lavorando per la Cherious Medical, durante la guerra di Titano sviluppò le nanomacchine su commissione dell'esercito e svolse gli esperimenti sul plotone di Vincent per creare il relativo vaccino immunitario. Resosi conto della pericolosità del suo operato però se ne pentì e, finita la guerra, entrò in latitanza e si nascose su Marte, nel quartiere marocchino di Alba City sotto l'identità fittizia di Rashid (ラシード?, Rashīdo), saggio venditore di fagioli estremamente benvoluto dai cittadini locali.
Dopo essere stato rintracciato da Spike, per interrogarlo sugli atti terroristici di Vincent, l'uomo gli rivela la storia delle nanomacchine ed il coinvolgimento dell'esercito e della multinazionale per conto della quale le ha sviluppate nella speranza che il cacciatore di taglie possa fermare il progetto del criminale. Subito dopo aver rivelato tali informazioni al ragazzo fugge inseguito da alcuni uomini armati e si sentono degli spari fuori campo ma, durante i titoli di coda, viene mostrato ancora vivo e vegeto per le strade della città.
L'aspetto del personaggio è ispirato a quello della guida marocchina assunta dalla troupe durante la ricerca di location per il film.
In originale è doppiato da Mickey Curtis, mentre in italiano da Giorgio Lopez.

### Lee Samson
Lee Samson (サムソン・リー?, Samuson Rī) è un hacker adolescente apatico fondamentalmente incapace di differenziale il concetto di morte nei videogiochi e quello nella vita reale sulla cui testa pende una taglia di 5.000.000 ₩. Grande appassionato di videogiochi, per sua stessa ammissione Samson preferisce quelli del ventesimo secolo (in particolare Pac-Man) per la loro semplicità e originalità.
Collabora con Vincent aiutandolo a diffondere i suoi messaggi terroristici ed alterando vari dispositivi informatici per permettergli di muoversi per Alba City senza essere notato; il tutto unicamente poiché eccitato all'idea di poter essere un "vero terrorista". Ad un giorno da Halloween, terminata l'utilità del ragazzo, Vincent se ne sbarazza uccidendolo tramite le nanomacchine che progetta di rilasciare su tutto Marte.
In originale è doppiato da Yūji Ueda, mentre in italiano da Roberto Gammino.